# Israel heute
Israel heute, bis 2002 unter dem Titel Nachrichten aus Israel (NAI), ist ein im Jahr 1978 von Ludwig Schneider gegründetes, in Jerusalem ansässiges evangelikales Medienunternehmen, das seit 2002 von dessen Sohn Aviel Schneider geleitet wird. Ein 25-köpfiges Team (Stand 2009) erarbeitet das zweimonatlich erscheinende Magazin gleichen Namens, einen täglich per E-Mail versandten Newsletter und ein Fernsehmagazin, das vom Sender Bibel TV ausgestrahlt wird. Außerdem betreibt Israel heute einen Online-Shop mit Produkten aus Israel.
In welcher Auflage das Magazin erscheint, wird nicht bekanntgegeben, doch soll sie höher sein als die Auflage der Jerusalem Post. Der Judaist Nathanael Riemer bescheinigt dem Medienunternehmen, es habe „das Bild vom Judentum und Israel im deutschen Sprachraum nachhaltig beeinflusst.“
Israel heute ist nicht identisch mit der gleichnamigen kostenlos verteilten israelischen Tageszeitung Israel HaYom.

## Geschichte
Ludwig Schneider, der sich als messianischer Jude verstand, gründete in Neuss vor dem Hintergrund des Jom-Kippur-Kriegs einen Verein namens Israel-Hilfe, dessen Nachrichtenblatt Jesus in Israel seine Auflage von 35.000 Exemplaren (1973) auf 60.000 Exemplare (1976) steigern konnte. Ab 1976 geriet die Israel-Hilfe in finanzielle Schwierigkeiten, so dass ein Konkursverfahren eröffnet wurde.
Schneider wanderte daraufhin im Jahr 1978 mit Familie nach Israel aus. In Jerusalem gründete er ein evangelikales Pressezentrum, das als Flaggschiff das zunächst monatlich erscheinende Hochglanzmagazin Nachrichten aus Israel (NAI) herausgab. Mit reich bebilderten, leicht verständlich geschriebenen und unterhaltsamen Artikeln wenden sich die Magazine Nachrichten aus Israel bzw. seit 2002 Israel heute an christliche deutschsprachige Leserkreise, die von der endzeitlichen Bedeutung des Staates Israel überzeugt sind; das Themenspektrum umfasst Religion, Politik und Gesellschaft bis hin zu Proben des jüdischen Humors (Witze, Comics).
Seit 1999 gibt es eine englischsprachige Ausgabe Israel Today, außerdem veröffentlichte Israel heute zeitweise Ausgaben auf Japanisch, Koreanisch, Niederländisch, Norwegisch und Chinesisch.
Am 30. Juni 2025 berichtete Israel Heute von einer Kündigung seiner europäischen Bankkonten durch die Kreditinstitute Deutsche Bank (Deutschland) und Raiffeisenbank (Österreich).

## Politische und theologische Ausrichtung
Nach eigenen Angaben strebt Israel heute an, „eine maßgebliche Quelle für wahrheitsgemäße, ausgewogene, biblische Nachrichtenperspektiven über Israel zu sein […]. Wir glauben, dass die Existenz des Staates Israel eine Erfüllung der Prophezeiung und eine Richtschnur für die Absichten Gottes für diese Zeiten ist.“
Martin Kloke charakterisiert NAI als eine „Mischung aus christlichem Philosemitismus und rechtszionistischem Antiarabismus“ und verweist darauf, dass NAI die Wahlniederlagen von Schimon Peres im Jahr 1996 und Ehud Barak 2001 „ausgesprochen triumphalistisch“ kommentiert habe.
Nathanael Riemer sieht bei Vater und Sohn Schneider eine fehlende Festlegung auf eine bestimmte messianisch-jüdische Theologie; vielmehr würden säkulare, jüdisch-rabbinische, jüdisch-messianische und muslimische Positionen referiert, gerne auch kontrastierend einander gegenübergestellt. Durch den Duktus der Artikel, Schlüsselbegriffe evangelischer Theologie und eingespielte Bibelzitate stellten die Schneiders gleichwohl sicher, dass ihre Leserkreise die Fehlstellen aus dem eigenen theologischen Kontext ergänzten. Mit diesem Kunstgriff vergrößere NAI / Israel heute seine Zielgruppe, da Evangelikale gerade in Fragen der Endzeit verschiedene Positionen vertreten.

## Webpräsenz
- israel heute